# Sungai Manau (Sungai Manau)
Sungai Manau is een bestuurslaag in het regentschap Merangin van de provincie Jambi, Indonesië. Sungai Manau telt 1989 inwoners (volkstelling 2010).